# Басидж
Басидж (перс. بسیج‎; Мобилизация), также Нируе Мукавемате Басидж (перс. نیروی مقاومت بسیج‎; Мобилизация сил сопротивления), Сазман-е Басидж-е Мустазафин (перс. سازمان بسیج مستضعفین‎; Организация мобилизации угнетённых) — иранское полувоенное ополчение, одна из пяти так называемых «сил» в составе Корпуса стражей исламской революции (КСИР). Основано в 1979 году, после Исламской революции в Иране, по инициативе тогдашнего Высшего руководителя Исламской Республики Иран — Рухоллы Хомейни.

## Полномочия и функции
Басидж, по крайней мере в теории, подчиняется Корпусу стражей исламской революции и действующему Верховному правителю аятолле Хаменеи. Однако в ряде источников Басидж описывается как союз разрозненных организаций, включающий локальные группы под контролем местных властей.
Многие молодые иранцы считают Басидж важным способом карьерного роста. Басидж не только играет вспомогательную военную роль, но также осуществляет социальную помощь, организует религиозные церемонии, осуществляет надзор за нравами и политическими настроениями. Местные организации Басидж существуют в каждом крупном городе.

## Руководители
| Руководитель            | Период     |
| ----------------------- | ---------- |
| Алиреза Афшар           | 1990–1998  |
| Мохаммад Хеджази        | 1998–2007  |
| Хоссейн Таеб            | 2007–2009  |
| Мохаммад Реза Нагди     | 2009–2016  |
| Гулямхоссейн Гейбпарвар | 2016–2019  |
| Гулямреза Солеймани     | 2019–н. в. |